# Vále
Vále (románul: Vale, németül: Grabendorf) falu Romániában, Erdélyben, Szeben megyében.

## Nevének eredete
Neve a román vale 'völgy' szóból származik, német neve ennek értelmi megfelelője. Először 1383-ban mint villa olachalis Graphondorph és Graphyndorph, 1492-ben mint Grabendorffs és Walya fordult elő.

## Földrajz
Nagyszebentől 25 kilométerre nyugatra, a Szebeni-havasok északi lábánál fekszik.

## Népesség

### A népességszám változása
Népessége a modern népszámlálások megkezdése óta szinte folyamatosan csökkent, mára az 1850-es lakosságszám kevesebb mint negyedére.

### Etnikai és vallási megoszlás
- 1850-ben 1729 lakosából 1690 volt román és 37 cigány nemzetiségű; 1717 ortodox és 10 görögkatolikus vallású.
- 2002-ben 384 román nemzetiségű lakosából 382 volt ortodox vallású.

## Története
A középkorban a vízaknai sóbányákhoz rendelt román falu volt. A kora újkorban Szelistyeszékhez tartozott, majd 1876-ban Szeben vármegyéhez csatolták. A 18. században lakói részt vettek a transzhumáló juhtartás konjunktúrájában, és nyájai a 19. század végén még mindig Dobrudzsában és a Balkán-hegységgel teleltek át. A transzhumálás válsága idején lakói egy része nyersfaggyúval kereskedett a nagyszebeni piacon és gyertyákkal az erdélyi falvakban, az 1890-es években pedig tömegesen vándoroltak ki Romániába és Oroszországba. 1940-ben Dobrudzsában 154 válei születésű egyén élt.

## Látnivalók
- A Szentháromság ortodox templom 1763-ban épült és 1783-ban festették ki.

## Kapcsolódó szócikkek

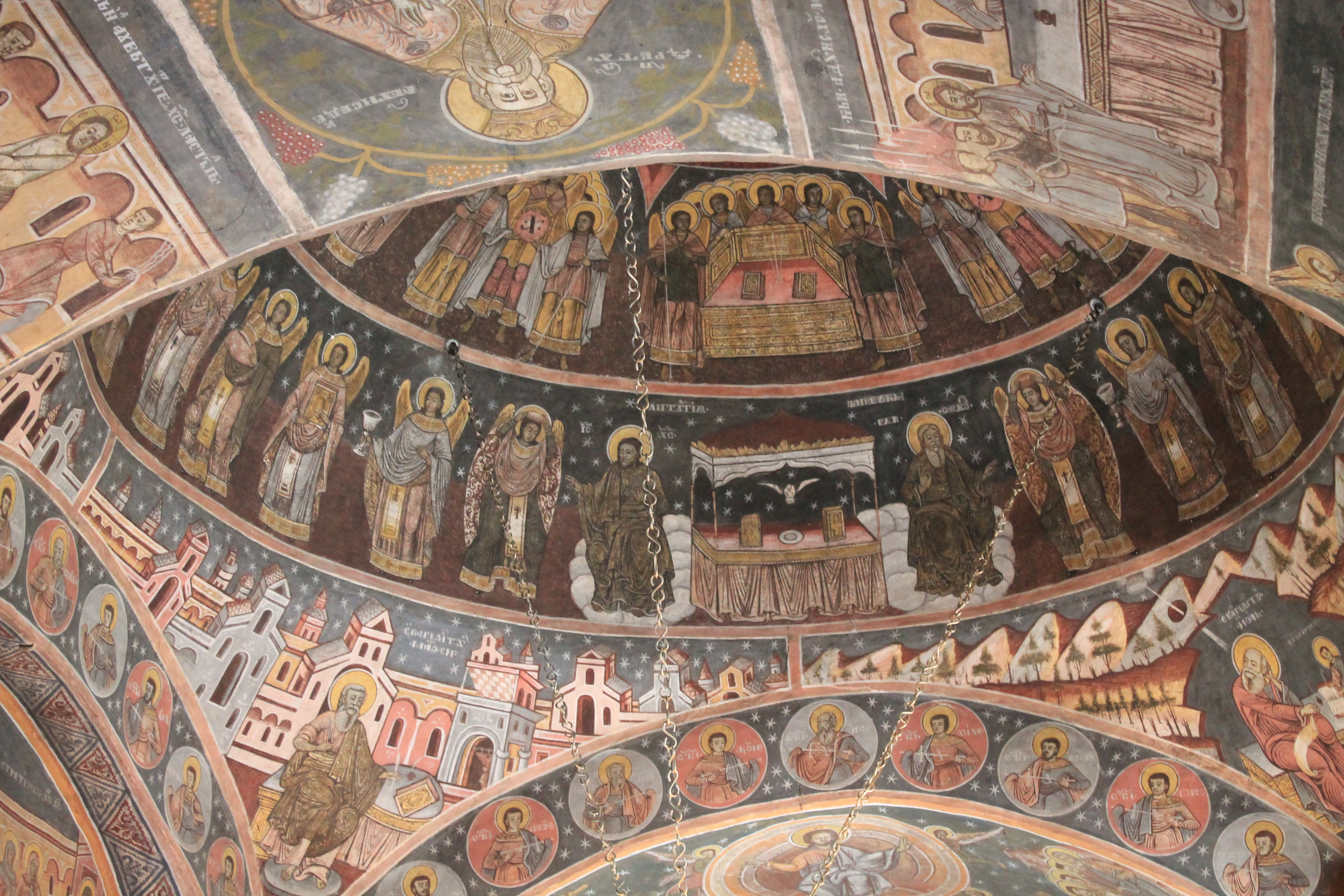